# Фатальний патруль (телесеріал)
«Фатальний патруль» (англ. Doom Patrol) — американський вебсеріал жанру супергеройської драми. Серіал заснований на коміксах DC Comics про команду з відповідною назвою, створену Арнольдом Дрейком, Бобом Гейні та Бруно Преміані. Є спінофом серіалу «Титани».
Знімання почалися у Джорджії наприкінці серпня 2018 року; реліз першого сезону серіалу відбувся 15 лютого 2019 року на сервісі DC Universe. Платформа DC Universe створила два перших сезони (другий виходив з 25 червня 2020 року одночасно на HBO Max), третім сезоном від вересня 2020 року займається тільки HBO Max. У другому сезоні були заплановані десять серій, проте через пандемію автори не встигли зняти фінал, і події сюжету призупинилися на дев'ятому епізоді. Третій сезон вийшов 23 вересня 2021 року. В жовтні 2021 телесеріал було продовжено на четвертий сезон, прем'єра якого відбулась 8 грудня 2022 року. В січні 2023 було оголошено, що четвертий сезон стане останнім для телесеріалу.

## Синопсис
Після подій «Титанів», побачте команду Фатального патруля, яка складається з Роботмена, Негативної людини, Еластіґьорл і Божевільної Джейн та на чолі з Доктором Найлсом Колдером / Шефом, який отримав місію від Кіборга, яку вони не можуть ігнорувати і яка змінить їхнє життя.

## Акторський склад та персонажі

### Головні герої
- Ейпріл Боулбі у ролі Ріти Фарр / Еластівумен[en] (ім'я при народженні Гертруда Крамп): член Фатального патруля і колишня акторка, яка має здатність скорочуватися і розтягуватись після впливу токсичного газу[10].
- Дайєн Ґерреро[en] у ролі Божевільної Джейн[en]: член Фатального патруля, одна із 64 різних особистостей Кей Чалліс, кожна з яких має власні суперсили[11].
- Джойван Вейд[en] у ролі Віктора Стоуна / Кіборга: наполовину людина, наполовину супергерой-машина, який бореться зі своєю подвійністю, часто бере на себе роль лідера, закликаючи іншим об'єднатися й діяти. Приєднався до команди через давню дружбу з Колдером[12].
- Брендан Фрейзер і Райлі Шанаган у ролі Кліффа Стіла / Роботмена[en]: член Фатального патруля та колишній автогонщик, чий мозок був пересаджений у тіло робота після аварії, яка знищила його тіло. Фрейзер озвучив персонажа і грає його під час спогадів, тоді як Шанаган зображує Роботмена фізично[13].
- Алан Тюдик у ролі Еріка Мордена / Пана Ніхто[en]: жива тінь, здатна похитнути свідомість інших, отримав свої сили після експериментів колишніх нацистів у повоєнному Парагваї. Знаючи про своє знаходження в серіалі, герой часто ламає четверту стіну та впливає на перебіг подій в серіалі в ролі оповідача[14].
- Тімоті Далтон у ролі Найлса Колдера / Шефа[en]: лідер Фатального патруля, доктор медичних наук, який спеціалізується на пошуку нужденних, які «на межі смерті та потребують дива». Пізніше з'ясовується, що він влаштував знедолення учасників Фатального патруля, аби знайти ключ до безсмертя й захистити свою доньку Дороті від її нищівних надздібностей[15].
- Метт Бомер і Метью Зук у ролі Ларрі Трейнора / Негативної людини[en]: член Фатального патруля і колишній пілот, в тілі якого поселився дух з негативної енергії, тож тепер він обгорнутий бинтами з голови до ніг від сильних опіків. Бомер озвучує персонажа і з'являється як Трейнор у спогадах, в той час як Зук фізично зображує Негативну людину[16].

### Другорядні персонажі
- Джулі Макнівен у ролі Шеріл Трейнор: дружина Ларрі та матір його дітей.
- Кайл Клементс у ролі Джона Баверса: таємний коханець Ларрі, що разом з ним служив у Військово-повітряних силах. Том Фітцпатрік зображає постарілого героя в сьогоденні.
- Філ Морріс у ролі Сайласа Стоуна: батько Віктора, науковець, який і перетворив його на Кіборга, співпрацював з Найлсом Колдером у минулому. Також Морріс зіграв уявного друга Віка на ім'я Доктор Ковбой[17].
- Марк Шепард у ролі Вілловбі Кіплінга: детектив з надприродними уміннями, маг хаосу та член Ордену тамплієрів. Зазвичай з'являється коли світові загрожує черговий апокаліпсис[18].
- Кертіс Армстронг озвучує Єзекиїла: тарган, що пророкував Судний день[19].
- Алек Мала у ролі Стіва Ларсона / Тварино-Овочево-Мінеральної людини: випадковий турист, який потрапив до сховища Фон Фукса та перетворився на суміш тварини, овоча, й мінерала. Має часті неприємності зі своєю другою динозаврячою головою.
- Шармін Лі у ролі Елінор Стоун: матір Віка, дружина й асистентка Сайласа.
- Алімі Баллард у ролі Джошуа Клея: металюдина й наглядач за оригінальним Фатальним патрулем.
- Томмі Снайдер у ролі Ернеста Франкліна / Бородатого мисливця: мисливець за головами, що володіє здатністю відслідковувати людей за допомогою їхнього волосся.
- Джон Брідделл у ролі Даррена Джонса: провідний агент Бюро нормальності, організації, яка проводить досліди на металюдях та інших незвичайних істотах. Від її дій постраждали Ларрі Трейнор, Денні-Стріт та Флекс Менталло. До Першої світової війни воно мало назву Бюро дивацтв, там працював Найлс Колдер.
- Деван Чандлер Лонґ у ролі Флекса Менталло: супергерой і маскот пластівців, що змінює реальність силою своїх дивом'язів.
- Ебіґейл Монтері у ролі Дороті Спіннер: донька Шефа й первісної жінки, обрана давнім пророцтвом, вона має небезпечний потенціал через вплив численних уявних друзів[20].
- Карен Обілом у ролі Роні Еверс: будучи ветераном війни, вона розбирається з таємничим минулим і зав'язує романтичні стосунки із Віктором Стоуном[21].
- Лекс Ленґ у ролі Свічника: жахлива істота, що вимагає від Дороті загадати бажання, яке покладе край земному світові.
- Ванесса Картер й Кет Крессіда у ролі Дорогенької-Йдімо-Додому: одна з уявних друзів Дороті. Картер зображає героїню фізично, Крессіда її озвучує.
- Браян Т. Стівенсон озвучує Гершела: вигаданий друг Дороті у вигляді величезного дружелюбного павука.
- Денні-Стріт: жива небінарна вулиця на ім'я Денні, що подорожує світом, ховаючись від Бюро нормальності та надаючи притулок людям, яким не по собі серед жорстокого суспільства. Спілкується з іншими за допомогою вивісок, графіті, постерів, циферблатів тощо[22].
- Пасей Пау у ролі Слави: безсмертна первісна жінка невідомої раси, матір Дороті й любовний інтерес Шефа на початку XX століття.
- Девід А. Макдональд у ролі батька Божевільної Джейн: домашній тиран, який знущався над Кей з раннього дитинства, що й призвело до утворення інших особистостей.
- Баррі Чентал у ролі Бафомет: магічна сутність-оракул у вигляді голови єдинорога з хмаринки, любовний інтерес Кіплінга.
- Беттані Енн Лінд у ролі Клари Стіл: донька Роботмена.
- Роджер Флойд у ролі Ред Джека: міжпросторова сутність з садистськими намірами, серійний вбивця, що перетворює людей на метеликів[23].

## Список серій
| Сезон | Епізоди | Епізоди | Оригінальний показ | Оригінальний показ | Оригінальний показ    |
| Сезон | Епізоди | Епізоди | Перший показ       | Останній показ     | Мережа                |
| ----- | ------- | ------- | ------------------ | ------------------ | --------------------- |
| 1     | 15      | 15      | 15 лютого 2019     | 24 травня 2019     | DC Universe           |
| 2     | 9       | 9       | 25 червня 2020     | 8 серпня 2020      | DC Universe / HBO Max |
| 3     | 10      | 10      | 23 вересня 2021    | 11 листопада 2021  | HBO Max               |
| 4     | 12      | 12      | 8 грудня 2022      | Буде оголошено     | HBO Max               |

## Створення

### Розробка
10 лютого 2018 року співавтор і виконавчий продюсер «Титанів» Джефф Джонс розповів, що п'ятий епізод першого сезону матиме назву «Фатальний патруль» (англ. Doom Patrol), сценарій від самого Джонса та представить однойменну команду з коміксів.
14 травня 2018 року оголошено, що DC Universe офіційно розпочав розробку спінофу «Титанів», з участю членів Фатального патруля, та замовив перший сезон серіалу, який планувався складатися з тринадцяти епізодів, прем'єра яких відбудеться у 2019 році. Сценарій написав Джеремі Карвер, а виконавчими продюсерами стали: Джефф Джонс, Ґреґ Берланті і Сара Шехтер. Серед студій, задіяних у виробництві: Berlanti Productions і Warner Bros. Television. Серіал великою мірою натхненний працями письменника Ґранта Моррісона, що працював над героями в коміксах.
20 липня 2019 року на San Diego Comic-Con був анонсований другий сезон, прем'єра якого відбулася 25 червня наступного року на обох платформах WarnerMedia — DC Universe та HBO Max. Спочатку для нього планувалися 10 епізодів, проте внаслідок пандемії коронавірусу виробництво припинилося на дев'ятому епізоді, залишивши фінал відкритим. У вересні 2020 року серіал поновили для третього сезону ексклюзивно на HBO Max.

### Набір акторів
У лютому 2018 року оголошено, що різні актори були додані до акторського складу членів Фатального патруля для появи у «Титанах», з подальшою участю у своєму серіалі: Бруно Брічір у ролі Найлса Колдера / Шефа, Ейпріл Боулбі — Рити Фарр / Еластівумен, Джейк Майклс — Кліффа Стіла / Роботмена, і Двейн Мерфі — Ларрі Трейнора / Негативної людини. У липні оголошено, що Боулбі буде зніматися у «Фатальному патрулі», повторюючи свою роль з «Титанів», а також, що Дайєн Ґерреро була додана до касту як Божевільна Джейн. У серпні Джойван Вейд був доданий до касту, як Віктор Стоун / Кіборг, Алан Тюдик, як Ерік Морден / Пан Ніхто, а Брендан Фрейзер і Райлі Шанаган отримали роль Роботмена, Фрейзер озвучуватиме і з'являтиметься як Стіл у спогадах, в той час як Шанаган буде зображати фізичний вид Роботмена. Наступного місяця Тімоті Далтон був доданий до касту як Шеф, замінивши Бічіра, а в жовтні 2018 року стало відомо, що Метт Бомер і Метью Зук замінять Мерфі як Ларрі Трейнора / Негативну людину. Подібно Роботмену, Трейнора буде озвучувати й грати в спогадах Бомер, фізично персонажа зобразить Зук. У березні 2019 року Марк Шепард був анонсований у ролі Вілловбі Кіплінга.
У січні 2020 року Роджер Флойд отримав роль Ред Джека, садистської сутності, у другому сезоні. У лютому також оголосили ролі Ебіґейл Шапіро (Дороті Спіннер) та Карен Обілом (Роні Еверс). Саманта Мері Вайр в березні назвали однією з особистостей Джейн, що пізніше виявилася колишньою домінантою Мірандою. 10 березня 2021 року Мішель Гомес отримала роль Мадам Руж, одного з нових головних героїв третього сезону. У квітні анонсували участь Себастіана Крофта й Тая Теннант як Мертвих хлопчиків-детективів. Того ж місяця Міка Джо Паркер, Вінн Еверетт, Майлз Массенден, Аніта Калатара й Джина Гірайзумі були анонсовані як члени Сестринства Дада.

### Зйомки
Основні зйомки серіалу почалися 30 серпня 2018 року в Олд Тауні Коніерс, Джорджія. Зйомки тривали в Джорджії протягом вересня 2018 року, в Ловренсвіллі і в Маєтку Браяркліфф.
Фільмування другого сезону розпочалося в листопаді 2019 року в тій же Джорджії. Зйомки третього відбувалися між 4 січня та 6 червня 2021 року.

## Реліз
Прем'єра першого сезону серіалу відбулася на DC Universe 15 лютого 2019 року, фінал вийшов 24 травня. Другий сезон вийшов 25 червня 2020 року і на DC Universe, і на HBO Max. Реліз третього сезону відбувся 23 вересня 2021 року ексклюзивно на HBO Max.

## У кросоверах DC
Рита Фарр, Ларрі Трейнор та Кліфф Стіл із серіального «Фатального патруля» спочатку мали з'явитися у фіналі першого сезону «Титанів» (2018).
Головні герої фігурують як камео в рамках кросоверу «Криза на нескінченних Землях» Мультивсесвіту Стріли, де всесвіт серіалу назвали Землею-21. Дайєн Ґерреро, Ейпріл Боулбі, Джойван Вейд, Метью Зук та Райлі Шанаган повторили свої ролі завдяки архівним кадрам.